# Łukowiec (gromada)
Łukowiec – dawna gromada, czyli najmniejsza jednostka podziału terytorialnego Polskiej Rzeczypospolitej Ludowej w latach 1954–1972.
Gromady, z gromadzkimi radami narodowymi (GRN) jako organami władzy najniższego stopnia na wsi, funkcjonowały od reformy reorganizującej administrację wiejską przeprowadzonej jesienią 1954 do momentu ich zniesienia z dniem 1 stycznia 1973, tym samym wypierając organizację gminną w latach 1954–1972.
Gromadę Łukowiec z siedzibą GRN w Łukowcu utworzono – jako jedną z 8759 gromad na obszarze Polski – w powiecie bydgoskim w woj. bydgoskim, na mocy uchwały nr 24/3 WRN w Bydgoszczy z dnia 5 października 1954. W skład jednostki weszły obszary dotychczasowych gromad Łukowiec, Murucin i Popielewo ze zniesionej gminy Wierzchucin Królewski w powiecie bydgoskim, a także obszar dotychczasowej gromady Drzewianowo ze zniesionej gminy Mrocza w powiecie wyrzyskim w tymże województwie. Dla gromady ustalono 20 członków gromadzkiej rady narodowej.
31 grudnia 1959 z gromady Łukowiec wyłączono wieś Drzewianowo, włączając ją do gromady Mrocza w powiecie wyrzyskim w tymże województwie, po czym gromadę Łukowiec zniesiono, włączając jej (pozostały) obszar do gromady Wierzchucin Królewski w powiecie bydgoskim.